# Terry Gale

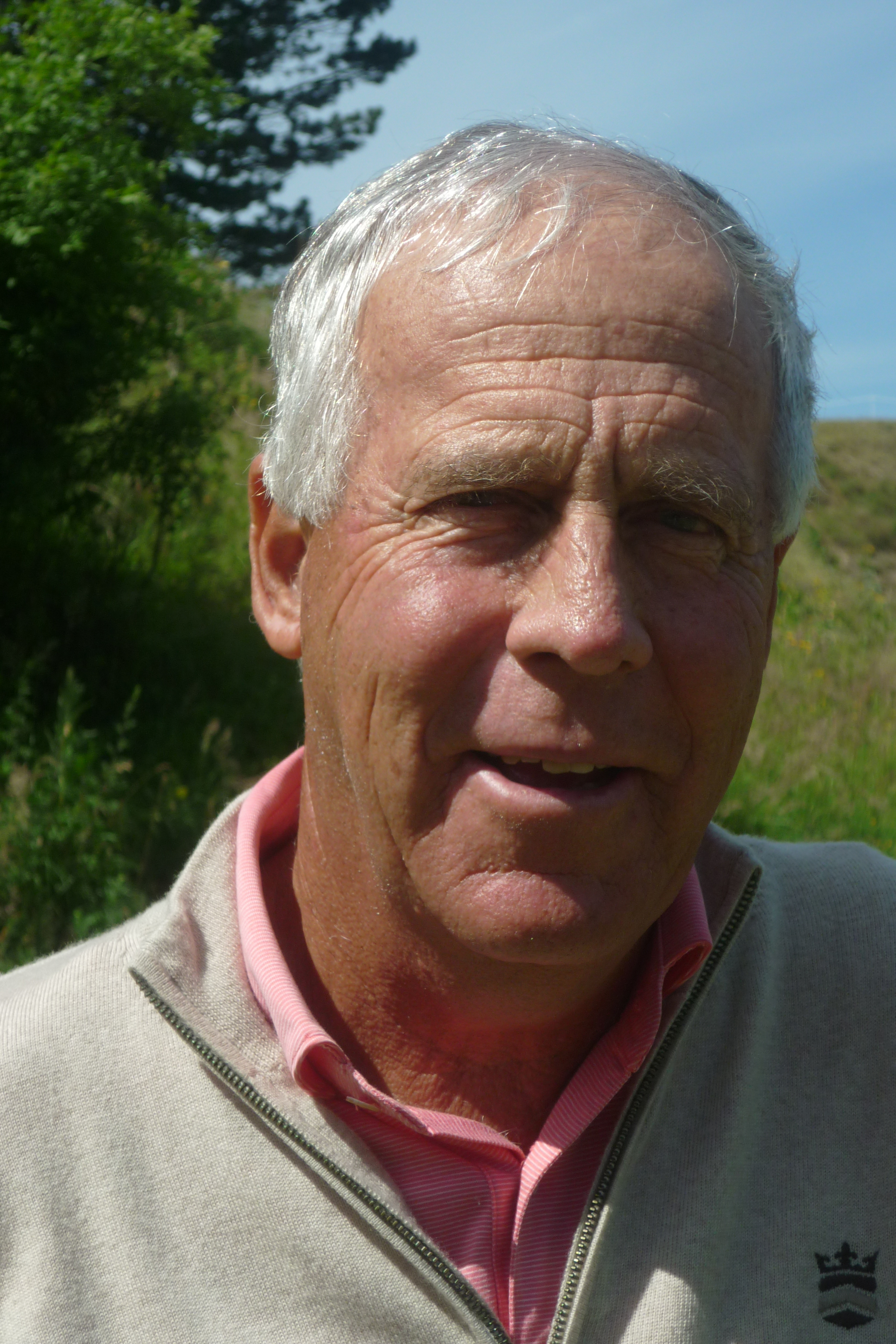
Dutch Senior Open 2010.

Terry Gale (Yelbeni, West-Australië, 7 juni 1946) is een Australisch professioneel golfer die meerdere toernooien op zijn naam schreef.

## Amateur
Gale won vier keer het Amateurskampioenschap van West-Australië en één keer het Australisch Amateur.

### Gewonnen
- 1969: Western Australian Amateur
- 1972: Western Australian Amateur
- 1974: Australian Amateur, Western Australian Amateur
- 1975: Western Australian Amateur

## Professional
Gale werd in 1976 professional. Zijn meest succesvolle jaar was 2003, toen hij derde op de Order of Merit werd. Hij zat in het bestuur van de Australaziatische Tour.
Sinds hij vijftig is, speelt hij op de Japanse- en Europese Senior Tour, waarop hij zeven toernooien won.

### Gewonnen

#### PGA Tour van Australazië
- 1969: Nedlands Masters (als amateur)
- 1970: Nedlands Masters (als amateur)
- 1971: Nedlands Masters (als amateur)
- 1972: Western Australian Open (als amateur)
- 1975: Western Australian Open (als amateur)
- 1976: Nedlands Masters
- 1979: Nedlands Masters
- 1980: Western Australian Open
- 1981: New Zealand PGA Championship, West Australian PGA, Nedlands Masters, Halls Head Western Open
- 1982:  New Zealand Open, Air New Zealand/Shell Open, Town & Country/Channel 9 West Australian Open
- 1983: Ford Dealers South Australian Open, Town & Country Western Australian Open, National Panasonic Nedlands Masters
- 1985: Halls Head Estates Nedlands Masters
- 1988: Air New Zealand/Shell Open
- 1992: Nedlands Masters

#### Japan Golf Tour
- 1982: Yomiuri Open
- 1989: Dunlop Open

#### Elders
- 1977: Forbes Classic
- 1978: Singapore Open
- 1979: Royal Fremantle Open, Nedlands Masters
- 1981: Halls Head Western Open, CIG Channel 9 Nedlands Masters
- 1983: Malaysian Open
- 1984: Indonesia Open
- 1985: Malaysian Open
- 1987: Malaysian Open
- 1992: Pioneer Singapore PGA Championship

#### Australische Senior Tour
- 1997: Australian PGA Seniors Championship
- 2006: Australian PGA Seniors Championship

#### Europese Senior Tour
- 1996: Belfry PGA Seniors Championship
- 2002: GIN Monte Carlo Invitational
- 2003: Royal Westmoreland Barbados Open, Tobago Plantations Seniors Classic, Charles Church Scottish Seniors Open
- 2004: Bosch Italian Seniors Open
- 2005: Bad Ragaz PGA Seniors Open